# حساء الميسو

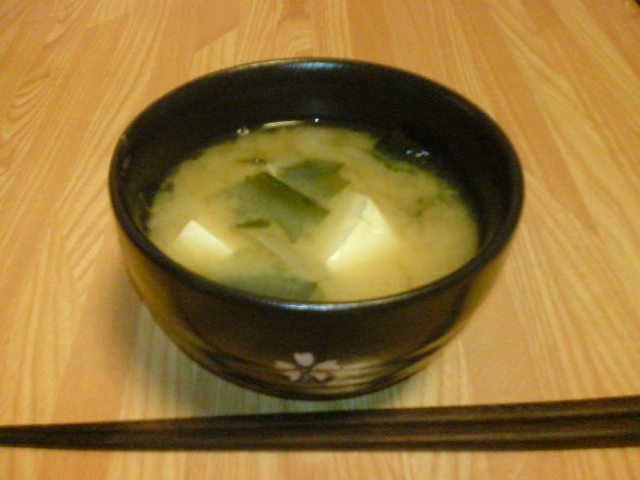
حساء الميسو مع التوفو، والواكامه.

حساء الميسو (باليابانية: 味噌汁) هو حساء ياباني تقليدي يتكون بشكل رئيسي من المرق (داشي) الذي يتم تذويب معجون الميسو فيه. يتم إضافة العديد من المكونات إليه والتي تختلف حسب المنطقة والفصل من السنة، ومن أشهر الأنواع تلك التي يضاف إليها مكعبات من التوفو وأوراق الواكامه.